# Racheospila
Racheospila là một chi bướm đêm thuộc họ Geometridae.